# Stendardo reale della Thailandia

Stendardo reale della Thailandia

Lo stendardo reale della Thailandia (thai:ธงมหาราช, RTGS: Thong Maharat) è lo stendardo ufficiale del re di Thailandia.
Fu adottato nella forma corrente nel 1910 sotto re Rama VI, a sostituzione del primo stendardo adottato da Rama IV nel 1855. Nel 1979, sotto il regno di Rama IX, la sua forma è stata codificata dalla legge nell'articolo II dell'Atto sulle bandiere (thai: พระราชบัญญัติธง พ.ศ. ๒๕๒๒), che riguarda tutte le bandiere del regno.
Attualmente è utilizzato da re Rama X.

## Descrizione
Il vessillo è costituito da un drappo giallo con al centro l'emblema della Thailandia; il divino Garuḍa, che, secondo la mitologia induista e buddista, è il messaggero del dio Nārāyaṇa (di cui i sovrani thailandesi si consideravano incarnazione) e serve a simboleggiare l'autorità del sovrano.

## Uso

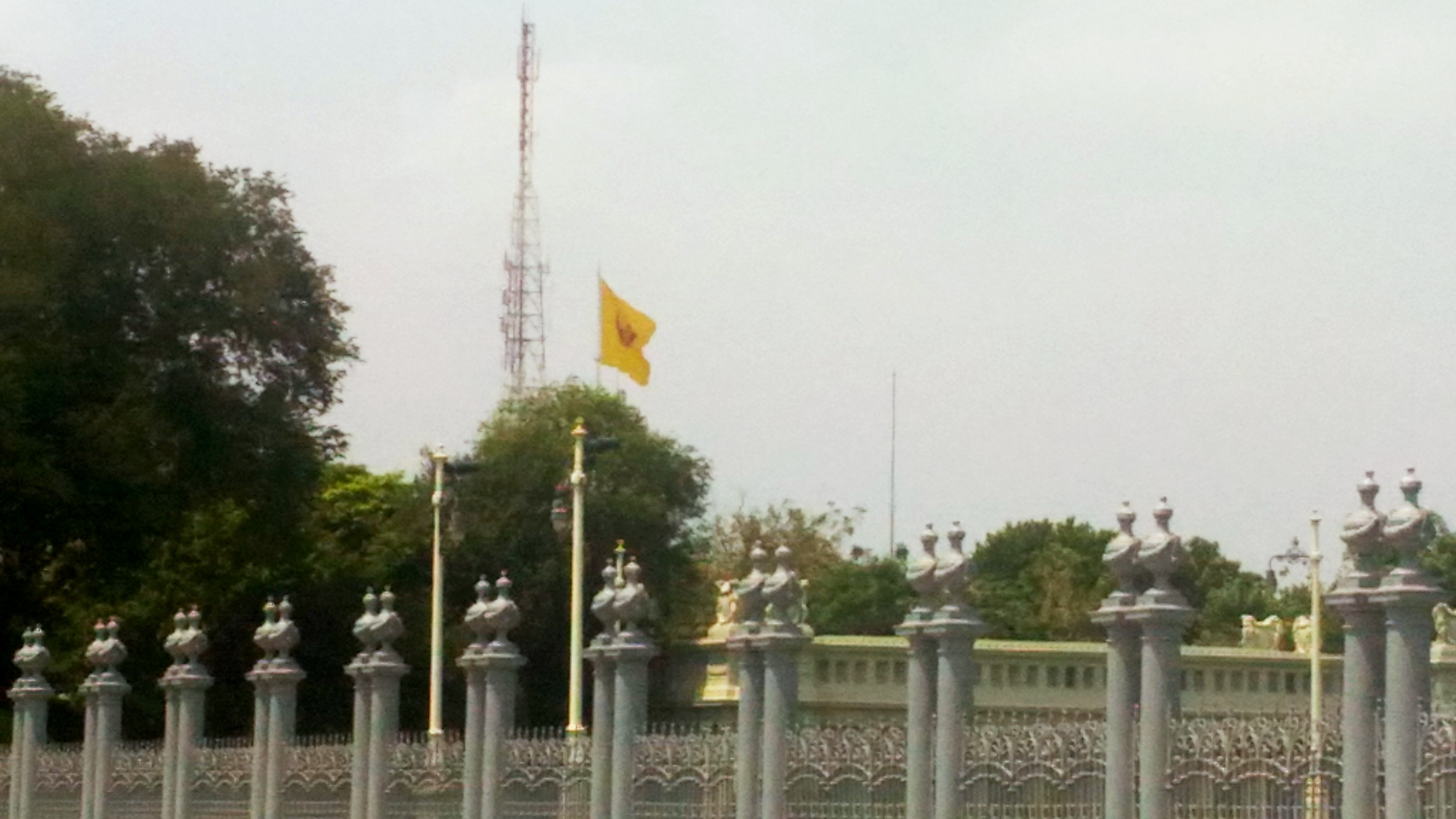
Lo stendardo reale garrisce a Palazzo Dusit

Lo stendardo viene issato sul palazzo residenziale del sovrano, come pure su qualsiasi mezzo lo ospiti; è raffigurato anche nell'aereo personale utilizzato dal monarca. Il vessillo è utilizzato anche nelle occasioni cerimoniali e negli affari ufficiali del sovrano.
L'uso di questo stendardo è riservato esclusivamente alla monarchia e non è comunemente visto, a differenza della bandiera personale del re, che, come per le altre bandiere reali della Thailandia, è comunemente utilizzata anche dai cittadini per tutto il Paese e di solito garrisce a fianco della bandiera nazionale.

## Gli stendardi degli altri membri della famiglia reale
La legge ha anche legiferato sulle bandiere per gli altri membri della famiglia reale e per il Reggente della Thailandia:
| Stendardo | Data di istituzione | Uso | Dettagli |
| --------- | ------------------- | --- | --- |
|           | 1911 -              | Stendardo della regina di Thailandia (thai:ธงราชินี, RTGS: Thong Rajini)                                                             | Simile allo standard reale nel rapporto di 2: 3 con estremità a coda di rondine. Attualmente utilizzato dalla regina madre Sirikit. |
|           | 1979 -              | Stendardo per i membri anziani della famiglia reale (di solito la madre del sovrano) (thai:ธงบรมราชวงศ์, RTGS: Thong Boromrajawong) | Uguale in rapporto allo stendardo della regina nel rapporto di 2:3 con estremità a coda di rondine. La piazza centrale blu raffigura la corona reale in cima a due ciotole su un tavolo fiancheggiato da due ombrelli reali a cinque balze. Attualmente non in uso, utilizzata più di recente dalla principessa madre Srinagarindra. |
|           | 1911 -              | Stendardo del principe della Corona di Thailandia (thai:ธงเยาวราชฝ่ายหน้า, RTGS: Thong Yaowarat Fai Na)                              | Si tratta di un drappo quadrato blu scuro che al centro porta lo stendardo reale Attualmente non in uso. |
|           | 1911 -              | Stendardo per la consorte del principe della Corona di Thailandia (thai: ธงเยาวราชฝ่ายใน, RTGS: Thong Yaowarat Fai Nai)             | Uguale in rapporto allo stendardo del principe della Corona nel rapporto di 2:3 con estremità a coda di rondine. Attualmente non in uso. |
|           | 1911 -              | Stendardo per i figli ed i fratelli del sovrano (thai: ธงราชวงศ์ฝ่ายหน้า, RTGS: Thong Rajawong Fai Na)                                | Drappo quadrato blu scuro con al centro un cerchio giallo con Garuda nel suo centro. Attualmente utilizzato dal principe Dipangkorn Rasmijoti. |
|           | 1911 -              | Stendardo per le figlie e le sorelle del sovrano (thai: ธงราชวงศ์ฝ่ายใน, RTGS: Thong Rajawong Fai Nai)                               | Uguale in rapporto allo stendardo per i figli ed i fratelli del sovrano nel rapporto di 2:3 con estremità a coda di rondine. Attualmente utilizzato dalla principessa Maha Chakri Sirindhorn ed altre principesse. |
|           | 1936 -              | Stendardo per il reggente di Thailandia (thai: ธงผู้สำเร็จราชการแทนพระองค์, RTGS: Thong Phu Samret Rajakarnthan Phra Ong)              | Una bandiera quadrata bianca con il Garuda in cima a uno scudo raffigurante la bandiera nazionale al centro. Utilizzato di recente per Prem Tinsulanonda. |